# Chwajeckaje
Chwajeckaje (biał. Хваецкае; ros. Хвоецкое) – przystanek kolejowy w miejscowości Paleski, w rejonie łuninieckim, w obwodzie brzeskim, na Białorusi. Leży na linii Homel - Łuniniec - Żabinka.